# Zaus hiranoi
Zaus hiranoi är en kräftdjursart som beskrevs av Itô 1980. Zaus hiranoi ingår i släktet Zaus och familjen Harpacticidae. Inga underarter finns listade i Catalogue of Life.